# Zdeněk Kos
Zdeněk Kos (Praga, 23 giugno 1951) è un ex cestista cecoslovacco.

## Carriera
Con la Cecoslovacchia ha disputato i Giochi olimpici di Monaco 1972, di Montréal 1976 e di Mosca 1980, tre edizioni dei Campionati mondiali (1974, 1978, 1982) e sei dei Campionati europei (1971, 1973, 1975, 1977, 1979, 1981).

## Palmarès
- Campionato cecoslovacco: 3

Slavia VŠ Praga: 1969-70
Dukla Olomouc: 1972-73, 1974-75